# مارتین پرایس (سکه‌شناس)
مارتین جسوپ پرایس (انگلیسی: Martin Price; ۲۷ مارس ۱۹۳۹ – ۲۹ آوریل ۱۹۹۵) دلال عتیقه، و نمایشگاه‌گردان و سکه‌شناس بریتانیایی بود که در سال ۱۹۷۸ به عنوان معاون حفظ شایستگی موزه بریتانیا منصوب شد. او عضو مرتبط مؤسسه باستان‌شناسی آلمان و عضو مدعو در مؤسسه مطالعات پیشرفته در پرینستون، نیوجرسی، ۱۹۸۶–۱۹۸۷ بود. در سال ۱۹۹۲ به او مدال انجمن سکه‌شناسی سلطنتی اعطا شد. او در مدرسه کینگز، کانتربری و کالج کوئینز، کمبریج تحصیل کرد، جایی که با رتبه نخست در مطالعات کلاسیک فارغ‌التحصیل شد. در سال ۱۹۶۱، او برنده بورسیه تحصیلی دولت یونان شد که او را به مدرسه بریتانیایی آتن معرفی کرد. در سال ۱۹۶۶، او به عنوان دستیار نگهبان در بخش سکه‌ها و مدال‌ها در موزه بریتانیا، تحت نظر کنت جنکینز منصوب شد، و در نهایت در سال ۱۹۷۸ به عنوان معاون نگهبان منصوب شد که تا سپتامبر ۱۹۹۴ تا سپتامبر ۱۹۹۴ مدیر مدرسه بریتانیا در آتن شد. او تا پایان زندگی این سمت را بر عهده داشت.

## زندگی شخصی
مارتین ارتباط مادام العمری با یونان داشت و به زبان یونانی مدرن تسلط داشت. او سرانجام در سال ۱۹۶۵ با همسرش آشنا شد و صاحب دو پسر و یک دختر شد. او به عنوان الهام‌بخش همکارانش توصیف می‌شد که اغلب خود را به پروژه‌هایی می‌اندازند که پاداش کمی داشتند اما ضروری بودند.